# سیاه کله (دورود)
سیاه کله (دورود)، روستایی از توابع بخش مرکزی شهرستان دورود در استان لرستان ایران است.

## جمعیت
این روستا در دهستان دورود قرار دارد و براساس سرشماری مرکز آمار ایران در سال ۱۳۸۵، جمعیت آن ۲٬۷۸۱ نفر (۵۶۴خانوار) بوده‌است.